# Relations entre la Belgique et la Turquie
 (décembre 2018).
 (janvier 2017).
Les relations entre la Belgique et la Turquie sont des relations internationales entre le royaume de Belgique et la république de Turquie. La Belgique a une ambassade à Ankara, un consulat général à Istanbul et deux consulats à Antalya et Izmir. La Turquie a une ambassade à Bruxelles et un consulat général à Anvers.

## Historique
Les relations entre les deux pays ont commencé en 1837 avec la reconnaissance de la Belgique indépendante par l'Empire ottoman. Les relations diplomatiques ont été établies en 1848.

## Les relations politiques
La Turquie et la Belgique sont deux membres du Conseil de l'Europe, de l'Organisation du Traité Atlantique Nord (OTAN), de l'Organisation de Coopération et de Développement Économiques (OCDE), de l'Organisation pour la Sécurité et la Coopération en Europe (OSCE), de l'Organisation mondiale du commerce (OMC) et l'Union pour la Méditerranée. La Belgique est membre de l'Union européenne et la Turquie est un candidat.
Les quelque 230 000 citoyens turcs vivant en Belgique constituent un aspect important dans les relations de la Turquie avec la Belgique,. Ils proviennent principalement de la ville d'Emirdağ, située dans la province turque d'Afyonkarahisar.

## Les relations économiques
Le volume du commerce entre la Turquie et la Belgique a augmenté de façon remarquable au cours des années et a atteint trois milliards d'euros. En 2006, les exportations belges vers la Turquie ont progressé de 9,4 % (€ 1,88 milliard de dollars), tandis que les exportations turques vers la Belgique ont augmenté de 6,8 % (€ 1,06 milliard de dollars) par rapport à celles de 2005. La Belgique est le septième partenaire commercial de la Turquie.
Le Turkish–Belgian Business Council et des organisations ayant des objectifs similaires,  donne la priorité à la promotion de liens commerciaux. Ce Conseil a été créé en 1990. les petites et moyennes entreprises jouent un rôle important dans les économies de la Turquie et la Belgique.
Il y a plus de 200 entreprises belges opérant en Turquie. La valeur des investissements belges en Turquie est d'environ 300 millions d'euros. D'autre part, l'investissement des entreprises turques en Belgique a dépassé un milliard d'euros.
En 2008, plus de 583 409 touristes belges ont visité la Turquie.

## Visites
| Invité                                                            | Accueil                                            | Lieu de la visite                             | Date de la visite             | Référence |
| ----------------------------------------------------------------- | -------------------------------------------------- | --------------------------------------------- | ----------------------------- | --------- |
| Le Premier ministre Abdullah Gül                                  | Le Premier ministre Guy Verhofstadt                | Bruxelles                                     | Le 17 février 2003            | [ 8 ]     |
| Le Premier ministre Guy Verhofstadt                               | Le Premier ministre Recep Tayyip Erdoğan           | Ankara et Istanbul                            | Du 2 au 4 novembre 2003       | [ 2 ]     |
| Le président de la Chambre des représentants belge Herman De Croo | Président du Parlement de la Turquie, Bülent Arınç | Grande Assemblée nationale de Turquie, Ankara | 28 novembre–1er décembre 2004 | [ 2 ]     |
| Le ministre des Affaires étrangères Karel De Gucht                | Le ministre des Affaires étrangères Abdullah Gül   | Ankara                                        | Les 30 et 31 octobre, 2006    | [ 2 ]     |
| Le président Abdullah Gül                                         | Le roi Albert II                                   | Bruxelles                                     | 25-27 mars 2009               | [ 9 ]     |
| Le Premier ministre Yves Leterme                                  | Le Premier ministre Recep Tayyip Erdoğan           | Ankara                                        | 29-30 décembre, 2009          | [ 10 ]    |